# Jürgen Mayer (Architekt)

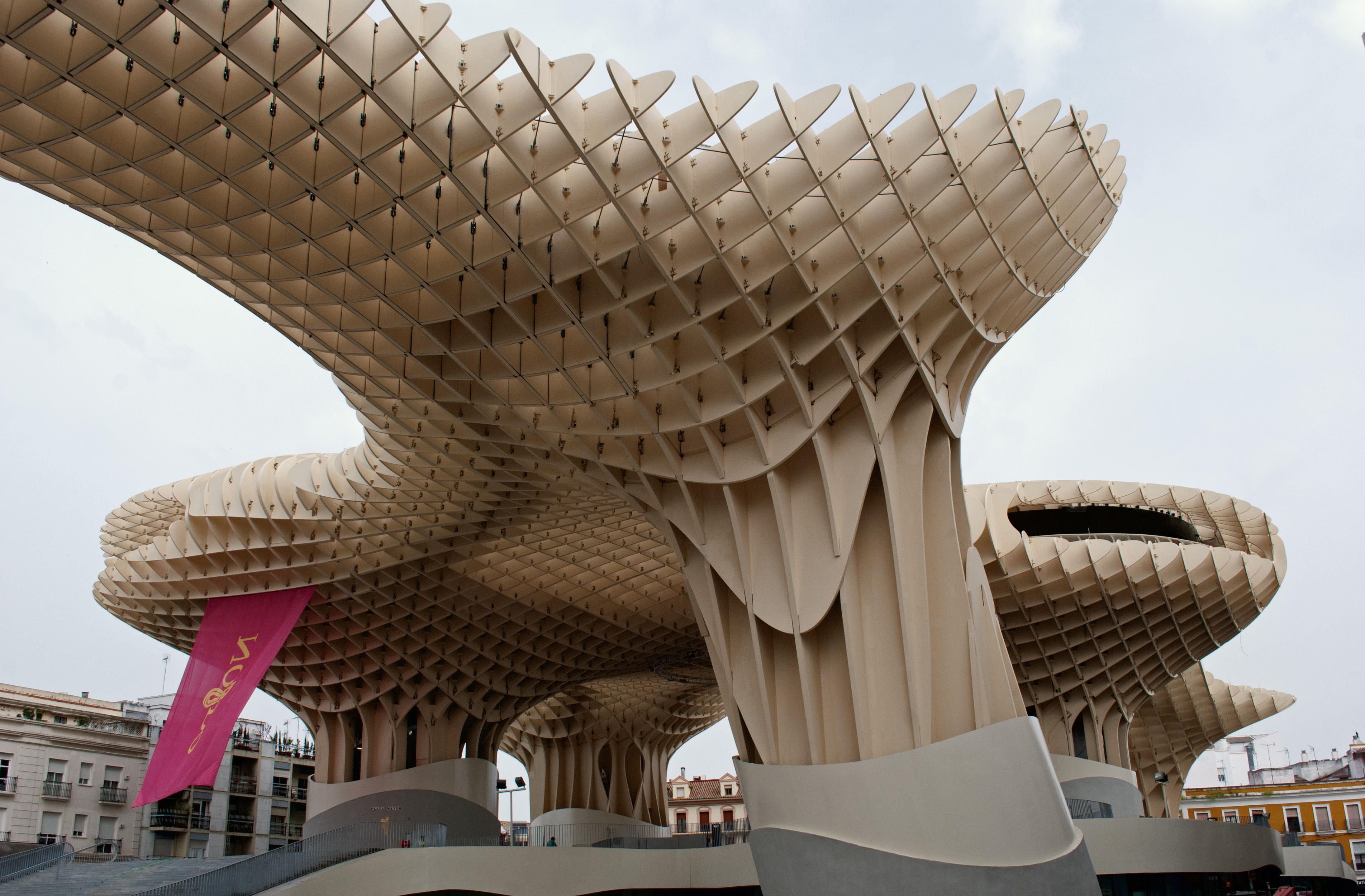
Metropol Parasol, Sevilla

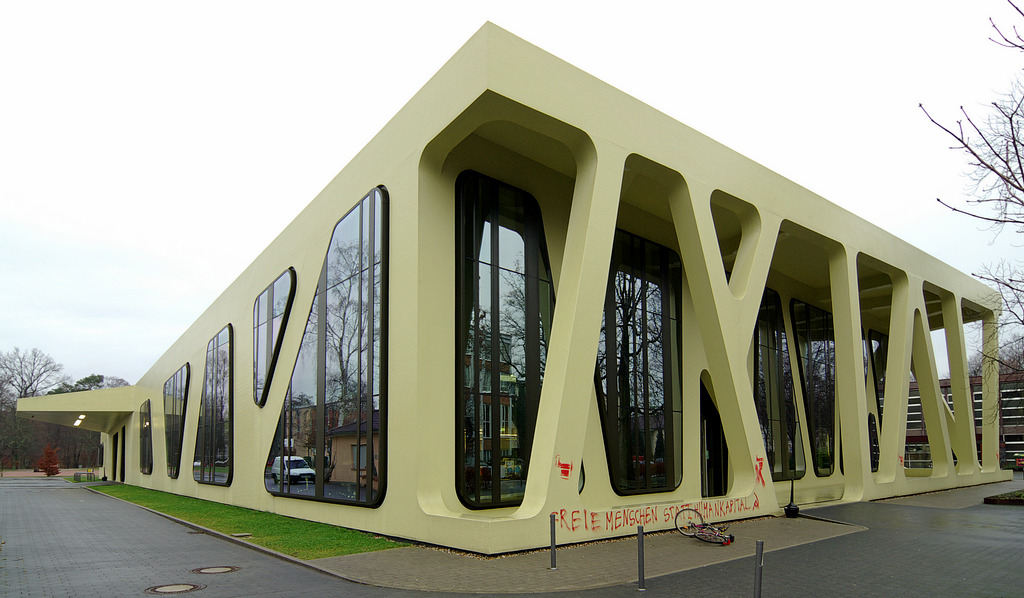
Mensa Moltke in Karlsruhe

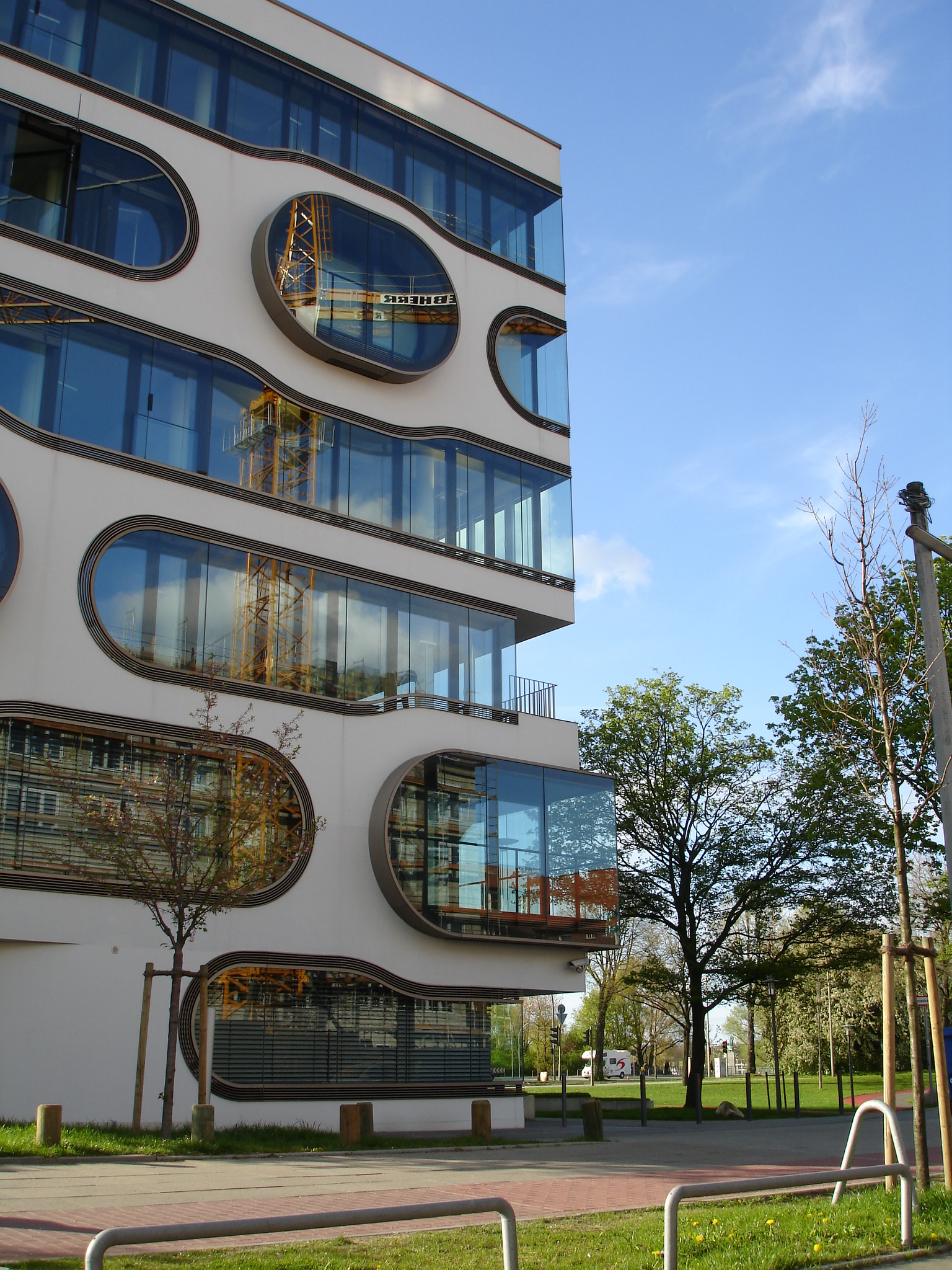
Bürohaus ADA1 in Hamburg

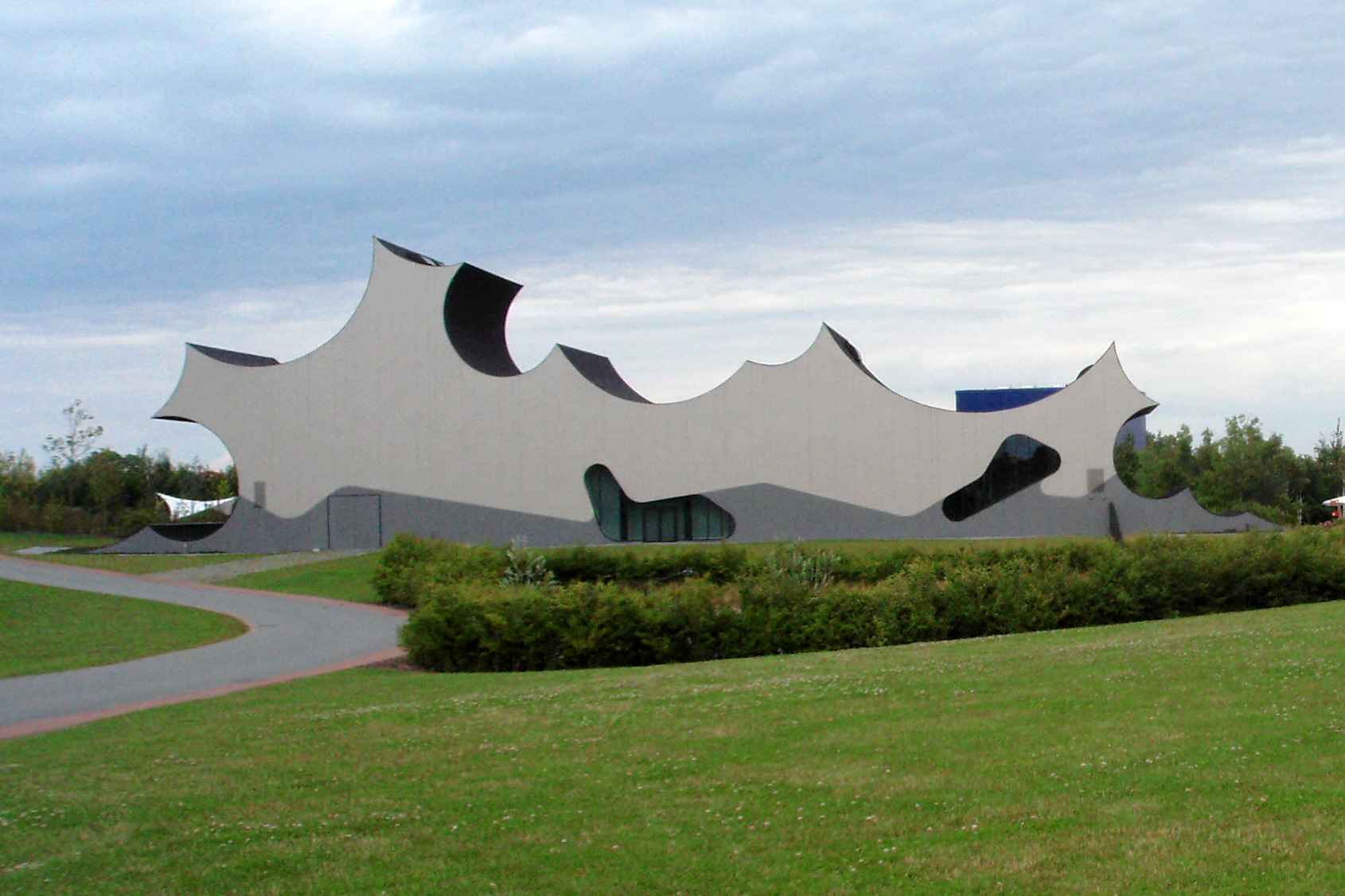
Danfoss Universe in Nordborg

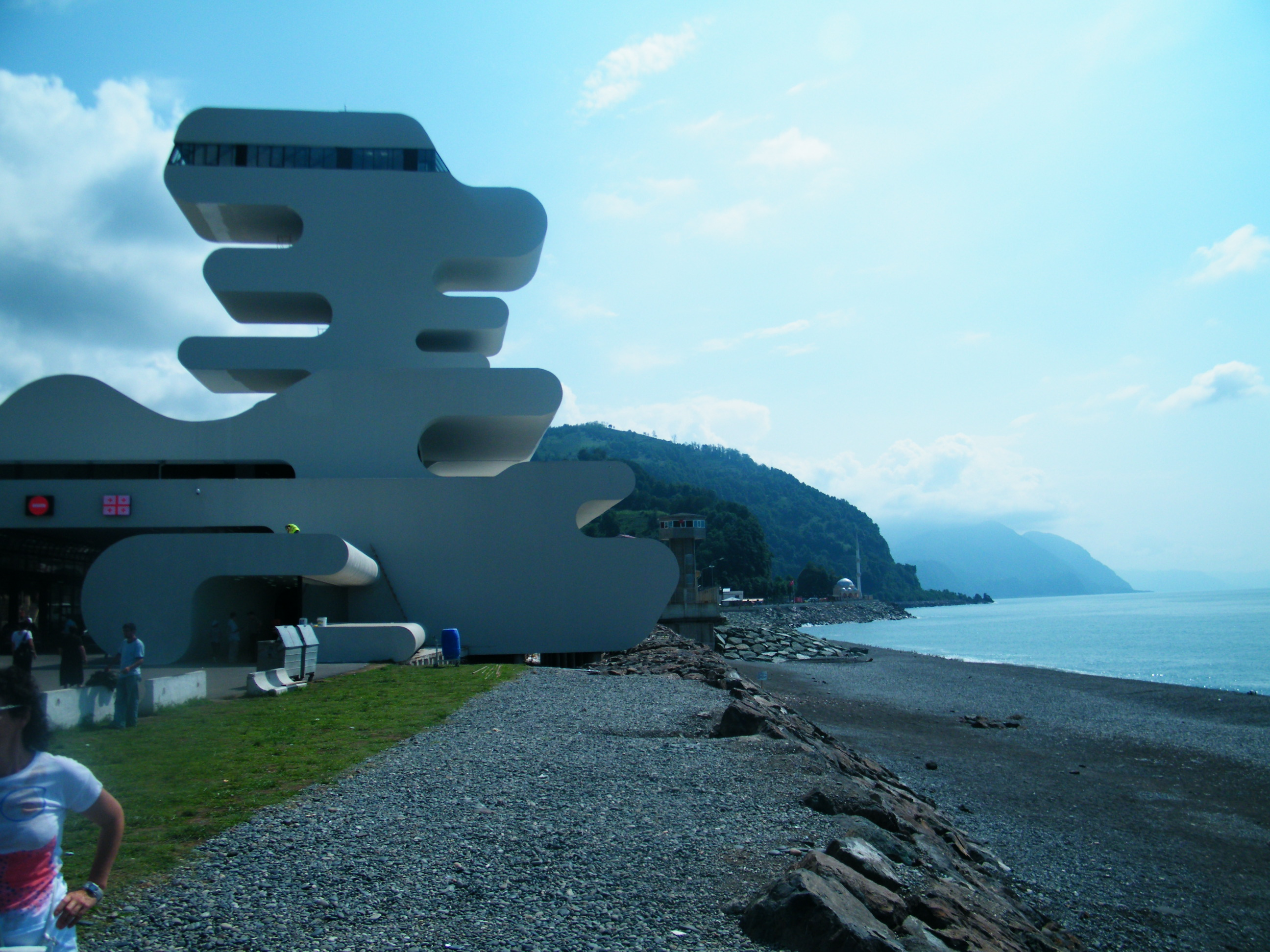
Grenzposten Sarpi (Grenze Georgien-Türkei)

Jürgen Hermann Mayer  (* 30. Oktober 1965 in Stuttgart) ist ein deutscher Architekt und Künstler. Er nennt sich Jürgen Mayer H. wegen besserer Erkennbarkeit. Er leitet das Architekturbüro J. Mayer H. gemeinsam mit Andre Santer und Hans Schneider.

## Leben und Werk
Mayer absolvierte sein Studium der Architektur an der Universität Stuttgart, am Cooper-Union-College in New York, sowie an der Princeton University.
Ab 1996 wurde er als Architekt tätig. Er lehrte bereits selbst an mehreren Hochschulen wie der UdK Berlin, der TU München, der Graduate School of Design an der Harvard University, der Architectural Association School of Architecture in London und der Columbia University in New York. Mayer H. erhielt mehrere renommierte Auszeichnungen und ist mit Projekten in verschiedenen Sammlungen vertreten, unter anderem im Museum of Modern Art (MoMA) New York und MoMA San Francisco. Im BauNetz Büro-Ranking stand das Büro J. MAYER H. im Februar 2008 auf Rang vier.
Mayer H. realisierte ab 2010 viele Projekte in Georgien, gefördert von Präsident Micheil Saakaschwili, wie den Königin-Tamar-Flughafen in Mestia, den Grenzübergang in Sarpi und die Raststätten entlang der neuen Autobahn nahe Gori und Locchini. Weitere internationale und nationale Projekte sind das Metropol Parasol – die Neugestaltung der Plaza de la Encarnacion in Sevilla, Spanien; das Gerichtsgebäude in Hasselt, Belgien und der Jubiläumspavillon KA 300, erbaut zum 300. Stadtjubiläum der Stadt Karlsruhe. Für den Neubau des Stadthauses in Ostfildern hat Mayer H. 2003 den international renommierten Mies-van-der-Rohe-Preis-Emerging-Architect erhalten.

## Werke (Auswahl)
- Stadt.haus (Stadthalle Scharnhauser Park, Ostfildern), 1998–2002, ausgestellt in der Permanent Collection des Museum of Modern Art, New York, der Biennale Venedig 2004, Arsenal und im Deutschen Pavillon
- Rotor Penthouse, Privatbau, Dänemark, 2004–2006
- Mensa Moltke, Hochschule Karlsruhe, 2004–2007
- Metropol Parasol: Umgestaltung der Plaza de la Encarnación, Sevilla, Spanien, 2004–2011
- ADA1, Bürogebäude, Hamburg, 2005–2007
- Danfoss Universe, Nordborg, Dänemark, 2005–2007
- Dupli.Casa, privates Wohnhaus, Benningen am Neckar, 2005–2008
- S11, Bürogebäude, Hamburg, 2007–2009.
- Highway Rest Stop 1 und 2, Gori und Lochini, Georgien, 2009–2011.
- Grenzkontrollpunkt Sarpi, Georgien, 2010–2011[4]
- Flughafengebäude (Tower und Abfertigungshalle) Queen-Tamar-Airport, Mestia, Ober-Swanetien, Georgien, 2010.[5]
- JOH3, Apartmenthaus Johannisstraße 3, Berlin, Deutschland, 2009–2011
- Pier Sculpture, Lazika, Georgien, 2012
- Gerichtsgebäude Hasselt, in Zusammenarbeit mit a2o-architecten und Lensºass architecten, Hasselt, Belgien, 2005–13
- Schaustelle, Raum für Experimente, München, 2012–2013
- Sonnenhof, Büro- und Wohnkomplex, Jena, 2008–2014
- FOM, Düsseldorf, Universitätsgebäude, Düsseldorf, 2012–2015
- Pavillon KA300, temporärer Pavillon, Schlossgarten (Karlsruhe), 2014–2015

## Auszeichnungen (Auswahl)
- Mies-van-der-Rohe-Preis 2003 „Emerging Architect“
- Holcim Awards 2005 Bronze Europe für nachhaltige Architektur
- Audi Urban Future Award 2010
- red dot design award 2012 für Metropol Parasol[6]
- Finalist European Union Prize for Contemporary Architecture 2013 für Metropol Parasol

## Ausstellungen (Auswahl)
- Vitra Design Museum 2007: Housewarming MyHome
- San Francisco Museum 2009: Patterns of Speculation
- La Biennale di Venezia, Italienischer Pavillon 2009: Pre.Text / Vor.Wand
- Global Design, Museum für Gestaltung 2010: Pre.Text / Vor.Wand
- Showroom Euroboden München 2010: Re.Flecks
- Berlinische Galerie 2011: RAPPORT. Experimentelle Raumstrukturen.[7]
- Art Institute of Chicago 2012: Wirrwarr
- Galerie Eigen+Art Berlin 2013: Black.See
- Lugadero 2014: Retraro Robot
- Istanbul Design Biennial 2014: NAP GAP
- Shenzhen Bi-City Biennale of Urbanism/Architecture 2014: Border Warehouse
- Incite gallery Bangalore 2015: the work of J. Mayer H.
- Beijing Design Week 2014: Exhibition Design+
- Istanbul Biennale Exhibition 2015: FIN-GER
- Ecola exhibition 2015: Hands-on
- Haus am Waldsee 2016: Strukturalien. Architektur als urbane Plastik[8]
- Haus der Architektur, Graz 2022: Envelopes[9]

## Film
- Jürgen Mayer H. Der Architekt der Kurven. (Alternativtitel: J. Mayer H. – Architektur als Abenteuer.) Dokumentarfilm, Deutschland, 2011, 26 Min., NDR, arte.